# American Anime Awards
El American Anime Awards es una serie de premios que se entrega a los mejores mangas y anime de Norteamérica. Hasta el momento se ha entregado solo una vez este premio y fue en el año 2007.
La primera votación para elegir los ganadores del premio American Anime Awards fue supervisado por Milton Griepp. La primera gala de inauguración del premio fue celebrado en la ciudad de Nueva York en el día 24 de febrero del año 2007. Las celebridades de la noche fueron ocho actrices de la compañía de ADV Films: Christine Auten, Shelley Calene-Black, Jessica Boone, Luci Christian, Alice Fulks, Hilary Haag, Taylor Hannah y Serena Varghese. Unos días más tarde, los detalles de la gala fueron emitidos por el estudio Anime Network.

## Votación
La votación se realizó a través de Internet, en la página www.americananimeawards.com, a partir del 1 de enero hasta el 31 de enero del año 2007. Cualquier persona puede votar. Las nominaciones al premio fueron hechas por los profesionales y compañías relacionadas con la distribución del anime. Sin embargo, no todas las series de anime y manga pueden ser nominados, puesto que se necesitan algunos requisitos básicos, como estar disponible en el mercado estadounidense por un año previo a la gala de entrega del premio. DVD, televisión nacional o teatro son las formas de disponibilidad de la serie de anime o manga en el mercado. Los animes y mangas nominados deben ser producidos originalmente en Japón.

## Premios
Este es una lista con las series de anime y manga nominados. Los ganadores son denotados en negrita

### Mejor película de anime
- Final Fantasy VII: Advent Children
- Akira
- Fullmetal Alchemist: Conqueror of Shamballa
- Fire on Mystic Island
- Pokémon: Lucario y el misterio de Mew

### Mejor comedia de anime
- FLCL
- Tenchi Muyo Ryo-Ohki
- Kodocha
- Ranma ½
- Ah! My Goddess

### Mejor serie de anime de larga duración
- One Piece
- Inuyasha
- Naruto
- Rurouni Kenshin
- Samurai Champloo
- Fullmetal Alchemist
- Bleach

### Mejor serie de anime de poca duración
- Elfen Lied
- FLCL
- Gravitation
- Hellsing ultimate
- Ranma ½ OVA

### Mejor manga
- Fruits Basket
- Death Note
- Bleach
- Naruto
- Neon Genesis Evangelion: Angelic Days
- Deadman Wonderland

### Mejor actor
- Johnny Yong Bosch (Akira, Bleach, Eureka Seven)
- Crispin Freeman (Hellsing ultimate, Noein, Revolutionary Girl Utena)
- Richard Hayworth (Rurouni Kenshin)
- Yuri Lowenthal (Naruto)
- Vic Mignogna (Fullmetal Alchemist, Macross)

### Mejor actriz
- Luci Christian (Princess Tutu)
- Susan Dalian (Naruto)
- Maile Flanagan (Naruto)
- Mary Elizabeth McGlynn (Ghost in the Shell: Stand Alone Complex 2nd GIG)
- Michelle Ruff (Bleach, Lupin III)

### Mejor actor en serie de anime de comedia
- Laura Bailey (Kodocha)
- Luci Christian (Desert Punk, Negima, Nerima Daikon Brothers)
- Debi Derryberry (Zatch Bell)
- Hilary Haag (Paniponi Dash)
- Michelle Ruff (Lupin the 3rd)

### Mejor Cast
- FLCL
- Fullmetal Alchemist
- Ghost in the Shell: Stand Alone Complex 2nd GIG
- Inuyasha
- Naruto

### Mejor diseño de DVD
- Bleach Volumen 1
- Final Fantasy VII: Advent Children
- Fullmetal Alchemist
- Hellsing Ultimate Volumen 1: Limited Edition
- Naruto Uncut Box Set 1

### Mejor música de anime
- "*~Asterisk~" de Orange Range, Bleach
- "Heart of Sword--Yoake Mae" de T.M. Revolution, Rurouni Kenshin
- "Rewrite" de Asian Kung-Fu Generation, Fullmetal Alchemist
- "Ride on Shooting Star" de The Pillows, FLCL
- "Rise" de Origa, Ghost in the Shell: Stand Alone Complex 2nd Gig

## Críticas
El sistema de votación ha sido blanco de muchas críticas por parte de los fans, como la carencia transparencia del sistema o la no inclusión de muchas otras series, dejando pocas opciones de donde elegir a los votantes. Otra crítica fue el aparente error de incluir al actor Johnny Yong Bosch dentro de la categoría Mejor actor de anime de comedia, siendo que la película Akira no es considerada precisamente como una comedia.